# Цюрупа, Павел Андреевич
Павел Андреевич Цюрупа (18 августа 1927- 30 декабря 2010) — советский государственный деятель, кандидат экономических наук, заслуженный работник транспорта Украины, почётный работник морского флота, многолетний работник Черноморского морского пароходства, 58-й мэр города Одессы. Почётный гражданин Одессы, Нового Орлеана и Чикаго.

## Биография
Павел Андреевич Цюрупа родился 18 августа 1927 года. Выпускник Одесского института инженеров морского флота.
Свою трудовую деятельность Павел Андреевич начал в Черноморском морском пароходстве, как заместителя руководителя пароходства. В те времена Цюрупа отвечал за береговую инфраструктуру всего юга Советского Союза, в частности, Туапсе, Сочи, Поти, Батуми. А также он руководил и отвечал за работу морских портов на Азовском и Чёрном море. В то время пароходство быстро развивался: количество флота быстро увеличивалось, строились и развивались порты, строились заводы, жилье, клубы и тому подобное.
В 1962 году Павел Андреевич был избран депутатом Одесского городского совета, а впоследствии был избран председателем исполнительного комитета городского совета. В свои 35 лет, моряк разработал в городе крупную строительную индустрию. За годы его управления городом улучшилась газификация, улучшилось обеспечение города питьевой водой, было укреплено побережье, озеленены улицы и морские склоны, были заложены новые парки и скверы, а также микрорайоны. В частности, началась застройка Аркадии и Поселка Котовского. Цюрупа также пытался изменить методы руководства городом, но так и не смог. Именно из-за этого он через два года подал в отставку.
Через несколько месяцев после отставки Павел Андреевич вернулся в ЧМП. Впоследствии он был уволен с должности члена исполнительного комитета и обкома. Впоследствии, Цюрупа поступил на факультет экономистов-международников Академии внешней торговли СССР. Министерство морского флота СССР рекомендовало Павла Андреевича для обучения и работы в ООН, в департамент, который должен заниматься развитием промышленности в странах третьего мира. Однако, пост, который должен был занять Цюрупа, был отдан Югославии. Но министерство отправило Павла в Египет, который в то время находился почти в состоянии войны. Там Павел Андреевич провел три года.
В 1974 году Цюрупа вернулся в Одессу на ЧМП. Под его руководством было основано контейнерное производство в Ильичевске (ныне — Черноморск). А уже в 1978 году был командирован в Соединенные Штаты Америки, где Павел Андреевич получил должность главы представительства морских представительств страны, а также заместителем председателя «Amtorg Trading Corporation». СССР на то время были необходимы крупные поставки зерна, которые Цюрупа должен обеспечивать, но из-за ввода советских войск в Афганистан американцы объявили бойкот СССР. Однако, Павлу Андреевичу удалось договориться о поставках зерна. Именно поэтому Цюрупа получил звание почетного гражданина городов Нового Орлеана, Чикаго, а также звание почетного капитана порта Нового Орлеана.
В 1982 году Цюрупа снова вернулся в Одессу, где возглавил Всесоюзный институт повышения квалификации руководителей и специалистов Министерства морского флота. А через пять лет ушел на пенсию.
Решением Одесского городского совета от 15 июля 2005 года Павлу Андреевичу было присвоено звание «Почетного гражданина Одессы».